# ルチアーノ・ベリオ
ルチアーノ・ベリオ（Luciano Berio, 1925年10月24日 - 2003年5月27日）は、イタリアの現代音楽の作曲家。

## 経歴
ジュリアード音学院教授、サンタ・チェチーリア国立アカデミア学長を歴任した。自作の指揮なども手がけている。

### 1950年代まで
代々音楽家の家系としてオネリア(現在はインペリアの一部)に生まれた。父、祖父はともにオルガニスト兼作曲家であり、ピアノや和声法などを彼らから学んだ。19歳の時に軍隊に徴集されたが、銃の暴発により右手を負傷し、ピアノ・クラリネット奏者としての道を絶たれてしまう。作曲に集中することにした彼は、1947年に作曲したピアノ曲《小組曲 Petite Suite》でデビューする。当初は、バルトークやストラヴィンスキーなどの影響が色濃く見られていたが、やがてミュージック・セリエルに関心を示すようになった。
1950年には声楽家のキャシー・バーベリアンと結婚し、以後多くの曲が彼女のために書かれることになる。1952年には、渡航先のアメリカで電子音楽に接し、翌年、テープ音楽《ミムジーク第1番 Mimusique No. 1》を制作した。この分野においては、1960年代はじめまでのおよそ10年間に、《テーマ　ジョイス賛 Thema (Omaggiio a Joyce)》（1958）、《ヴィザージュ Visage》（1961）や、5人の奏者とテープによる《ディファレンス（差異） Différences》（1959）といった、電子音楽史に名を残す作品が生まれている。

### 1960年代まで
50年代終わりからは、独奏楽器、および声の入る作品に集中し始める。前者の代表としては、1958年から2002年までに14作書かれた《セクエンツァ Sequenza》シリーズや、ピアノのために書かれた4曲の《鍵盤》シリーズなどである。《パッサッジョ Passagio》（1961-62）、《シンフォニア Sinfonia》（1968-69）、《コロ（合唱） Coro》（1975-76）などの、重唱あるいは合唱が加わる大作が続々と生み出されていく。《パッサッジョ》や《シンフォニア》においては、多数の作曲家の音楽が引用され、《コロ》においては、さまざまな民族の詞が織り交ぜられている。

### 1970年代まで
70年代にはいると、劇場のための作品「オペラ」に取り組み、この作品を失敗作と認識したことで、余計にオペラ的な音楽の追求に取り組むことになる。しかし、彼は伝統的に「オペラ」と呼ばず、「ミュージック・シアター」とあえて呼び、「音楽が演劇を支配する」新しいタイプの劇を模索するようになる。その最初の成功例は「本当の話」（真実の物語）ではあるが、劇場に対する拘りは最晩年まで持続した。

### 1980年代まで
80年代後半からは、編曲や補作の仕事によっても世に知られていく。それまでにも、バーベリアンのために《フォークソングズ Folk Songs》（1964）や、ビートルズの《ミッシェル Michelle》（1968）などを手がけていたが、ブラームスによる《作品120-1 Brahms-Berio Op. 120 No. 1》（1986）や、シューベルトの《交響曲第10番》を素材にした《レンダリング Rendering》（1990）の成功で注目を集める。90年代に入っても、ファゴットのための「セクエンツァXII」で急速なトレモロや循環呼吸、そして重音奏法をいたるところに配し、健在を印象付けた。

### 1990年代以降
晩期に入っても、多作家であることは放棄しなかった。《オウティス Outis》（1995-96）を始めとする大変に手間のかかる音楽劇の創作も衰えることはなかった。最後に完成させたのはバリトン・男声合唱と管弦楽のための《スタンツェ Stanze》（2003）であった。彼も代表作を生み出す時は慎重であり、セクェンツァを書いてほしいと頼み込む演奏家が後を絶たなかったが、クオリティの維持には拘り続け、ホルン、打楽器のためのセクェンツァは、完成することが出来なかった。
没後、1972年に移住したトスカーナ州シエーナ県ラディコンドリ村にそのまま埋葬された。

## 作風
D・オズモンド=スミスほかの文献にも詳しいが、ベリオの行った功績の一つに「ハーモニック・ウォール」の定跡を整備したことがあげられる。楽器ごとに使用するピッチをあらかじめあてがい、その中を縦横に動き回るというアイディアはベリオが初めて現代音楽で行った。彼はこの思考を「登場人物ごとにあてがう」・「音高の場が音楽劇を操作する」といったアイディアへ発展していった。このテクニックの元祖はルネ・レイボヴィッツが行ったのが最初だが、「別に12音でなくともできる」事に気がついたのがベリオの発明である。
その兆候は「エピファニー」から見られるというのが多くの音楽学者の見解であるが、その萌芽はセクェンツァIなどの50年代の作風からすでに見られている。田中カレンを指導したときも、素材音高音列を与えて、その素材で作曲させるといったものであった。一つの作品へ別の注釈を与え、原型を跡形もなくしてしまう「再作曲」はシュマンシリーズで顕著だが、このテクニックは多くの現代音楽の作曲家（南聡、ヴォルフガング・リームほか）に即座に共有された。
前衛の停滞以後は作曲法はほとんど変わらず、旧作の再作曲が頻繁にみられることも含め前衛世代の中では最も「マンネリ」と叩かれた人物の一人だが、最晩年まで質の高い高度な書法は維持し続けた。

## 家族
キャシー・バーベリアン、スーザン・オヤマ、タリア・ペッカーと結婚し、5人の子供がいる。最後の子は、50歳をとうに過ぎてからの子供である。外国暮らしの多かったベリオがイタリアへ帰国し、ラジコンドリに定住することになった理由は、「もう帰りたい」・「ワイン造りをしたいから」というものであり、ベリオ作のワインは地元の居酒屋などに提供されていた。

## 日本語で遺された言葉
- 武満徹作曲賞の審査の際、「リゲティは『この年齢制限が35というのはきつすぎる』とかコメントしたそうだが、私はそうは思わない。35歳という年齢は自分が何者かわかっている年だ、その年になっても何も思いつかない個性が出せないというのは、まず考えられん[5]」とメッセージを寄せた。
- 「タケミツは西洋楽器のみで作曲したほうが、よりいっそう日本を感じるんだよね。」と武満徹へ語っている。
- 「オペラはストラヴィンスキーの＜夜鳴きうぐいす＞で終わった。私の音楽劇は音楽が登場人物を操るのです。」（Outis脱稿時のコメント)。

## 主要作品

### 協奏曲
- クラリネット、ヴィオラ、ハープ、チェレスタと弦楽合奏のためのコンチェルティーノ (1949)
- フルートと14独奏楽器のためのセレナータ (1957)
- ピアノ協奏曲 (1973)
- ピアノと小管弦楽のための「Points on the Curve to Find 」 (1974)
- ヴァイオリンと小管弦楽のための「Il ritorno degli Snovidenia」 (1977)
- ヴァイオリンと管弦楽のための「コラール」 (1981)
- ヴィオラと管弦楽のための「Voci (Folk songs II)」 (1984)
- ピアノと管弦楽のための「Echoing Curves」 (1988)
- ヴィオラ、クラリネットと管弦楽のための「Alternatim」 (1997)
- トロンボーンと管弦楽のための「ソロ」 (1999)

### 管弦楽曲
- Nones (1954)
- Allelujah I (1956)
- Divertimento (1957) (Scritto con Bruno Maderna)
- Allelujah II (1958)
- Tempi concertanti (1959)
- Allez Hop (1959 - 1968)
- シンフォニア (1968 - 1969)
- Bewegung (1971 - 1984)
- Still (1973)
- Eindrücke (1974)
- Encore (1978 - 1981)
- Entrata (1980)
- Requies (1984)
- Formazioni (1987)
- Festum (1989)
- Continuo (1989 - 1991)
- Compass (1994)
- Ekphrasis - continuo II (1996)

### 吹奏楽作品
- Accordo（1980-81)

### セクエンツァ
- Sequenza I per Flauto (1958) dedicata a Severino Gazzelloni
- Sequenza II per arpa (1963)
- Sequenza III per voce femminile (1965 - 1966) dedicata a Cathy Berberian
- Sequenza IV per pianoforte (1965 - 1966)
- Sequenza V per trombone (1966) dedicata a Benny Sluchin, ispirata da Grock
- Sequenza VI per viola (1967) dedicata a Serge Collot
- Sequenza VII per oboe (1969) dedicata a Heinz Holliger
- Sequenza VII b per sassofono soprano dedicata a Claude Delangle
- Sequenza VIII per violino (1976 - 1977)
- Sequenza IX per clarinetto (1980)
- Sequenza IXb per sassofono contralto (1981) dedicata a Claude Delangle
- Sequenza X per tromba e risonanze di pianoforte (1984) dedicata a Ernest Fleischmann e scritta per Thomas Stevens
- Sequenza XI per chitarra (1987 - 1988) dedicata a Eliot Fisk
- Sequenza XII per fagotto (1995) dedicata a Pascal Gallois
- Sequenza XIII per fisarmonica "Chanson" (1995 - 1996) scritta per Teodoro Anzellotti e dedicata a Gianni Coscia.
- Sequenza XIV per violoncello (2002)

### シュマン
- Chemins I per arpa e orchestra (1964)
- Chemins II per viola e nove strumenti (1967)
- Chemins IIb per piccola orchestra (1969)
- Chemins IIc per clarinetto basso e piccola orchestra (1972)
- Chemins III per viola, nove strumenti ed orchestra (1968)
- Chemins IV per oboe e 11 strumenti ad arco (1975)
- Chemins IV b per sassofono soprano e 11 strumenti ad arco
- Chemins V per chitarra e piccola orchestra (1992)
- Kol - Od (Chemins VI), per tromba e ensemble (1996) - dedicato a Gabriele Cassone
- Recit (Chemins VII) per sassofono contralto e orchestra (1996)

### 室内楽
- Divertimento per violino, viola e violoncello (1946)
- Tre pezzi per 3 clarinetti (1947)
- Quartetto per strumenti a fiato (1950)
- Due pezzi per violino e pianoforte (1951)
- Opus no. Zoo per voce recitante e quintetto a fiati (1951 - 1971)
- Quartetto per quartetto d'archi (1955)
- Différences per 5 strumenti e nastro magnetico (1959)
- Sincronie per quartetto d'archi (1964)
- Gesti per flauto dolce (1966)
- Autre fois: berceuse canonique pour Igor Stravinskij per flauto, clarinetto e arpa (1971)
- Linea per 2 pianoforti, marimba e vibrafono (1973)
- Musica leggera per flauto, viola e violoncello (1974)
- Les mots sont allés... "recitativo" per violoncello solo (1978)
- Duetti per 2 violini (1983)
- Lied per clarinetto solo (1983)
- Call per 2 trombe, corno, trombone e tuba(1985)
- Terre chaleureuse per quintetto a fiati (1985)
- Naturale per viola, percussioni e nastro magnetico (1985)
- Gute Nacht per tromba (1986)
- Ricorrenze per quintetto a fiati (1987)
- Notturno per quartetto d'archi (1993)
- Glosse per quartetto d'archi (1997)
- Korót per 8 violoncelli (1998)
- Altra voce per flauto contralto, mezzosoprano e live electronics (1999)

### 鍵盤作品
- Petite suite per pianoforte (1947)
- Cinque variazioni per pianoforte (1953 - 1966)
- Rounds per pianoforte o clavicembalo (1965)
- Memory per pianoforte elettrico e clavicembalo (1970 - 1973)
- Fa-Si per organo (1975)
- Six Encores per pianoforte (1990); comprende Brin (1990), Leaf (1990), Wasserklavier (1965), Erdenklavier (1969), Luftklavier (1985) e Feuerklavier (1989)
- Sonata per pianoforte (2001)

### 声楽を用いた曲
- Magnificat per 2 soprani, coro e orchestra (1949)
- El mar la mar per 2 soprani e 5 strumenti (1950)
- El mar la mar, versione per soprano, mezzosoprano e 7 strumenti (1969)
- Quattro canzoni popolari per voce femminile e pianoforte (1952)
- Chamber Music. testo di James Joyce, per voce femminile, clarinetto, arpa e violoncello (1953)
- Circles per voce femminile, arpa e 2 percussionisti (1960)
- Epifanie per voce femminile e orchestra (1961 - 1965)
- Questo vuol dire che per 3 voci femminili, coro e nastro magnetico (1968)
- Sinfonia per 8 voci e orchestra (1968)
- Agnus per 2 soprani, 3 clarinetti e organo (1971)
- Bewegung II per baritono e orchestra (1971)
- Ora per soprano, mezzosoprano, flauto, corno inglese, coro e orchestra (1971)
- Calmo - in memoriam Bruno Maderna per mezzosoprano e 22 strumenti (1974)
- Cries of London per 6 voci (1974)
- a-ronne, testo di Edoardo Sanguineti, per 8 voci (1975)
- Coro, testo di Pablo Neruda, per coro e orchestra (1976 - 1977)
- Ofanìm per due gruppi orchestrali, coro di bambini, voce femminile e live electronics (1988 - 1997)
- Canticum novissimi testamenti per 8 voci, 4 clarinetti e 4 sassofoni (1989)
- Rage and Outrage per voci e orchestra (1993)
- Hör per coro e orchestra (1995)
- Altra voce per mezzosoprano, flauto contralto e live electronics (1999)
- E si fussi pisci elaborazione di canto popolare per coro misto (2002)
- Stanze per baritono, coro e orchestra (2003)

### 電子音楽
- Mimusique n. 1 (1953)
- Ritratto di città, in collaborazione con Bruno Maderna (1954)
- Mutazioni (1955)
- Perspectives (1957)
- Momenti (1960)
- Thema (Omaggio a Joyce) (1958)
- Visage (1961)
- Chants parallèles (1975)

### 劇場のための音楽
- Laborintus II, testo di Edoardo Sanguineti (1965)
- Passaggio, testo del compositore e di Edoardo Sanguineti (1963)
- Recital I (for Cathy) (1972)

### ミュージックシアター
- Opera, libretto del compositore (1970 - 1977)
- La vera storia, libretto di Italo Calvino (1981)
- Un re in ascolto, libretto di Italo Calvino (1984)
- Outis, libretto del compositore e di Dario Del Corno (1996)
- Cronaca del luogo, libretto di Talia Pecker Berio azione musicale (1999) nel Kleines Festspielhaus di Salisburgo con Hildegard Behrens

## 受賞歴
- エルンスト・フォン・ジーメンス音楽賞（1989年）
- ウルフ賞芸術部門（1991年）
- 高松宮殿下記念世界文化賞（1996年）